# 曾谷教信
曾谷 教信（そや きょうしん、元仁元年（1224年）- 正応4年5月1日（1291年5月29日））は、鎌倉時代後期の下総国の武士。同国八幡荘曾谷郷（現在の千葉県市川市曽谷）の領主で千葉氏の家臣。通称は二郎兵衛尉。後に日蓮のもとで出家して「法蓮日礼」と名乗った。父は日蓮の母方の伯父ともされる大野政清（異説では曽谷道頂とも）といわれている。また、「教信」という名乗りについては、俗名説と一旦出家した際の法号で後に日蓮によって新しく「日礼」と授けられたとする説があるが、後者を採る説が多い。

## 人物
同じ千葉氏に仕える八幡荘の武士であった富木常忍が文応3年（1260年）、日蓮のために法花寺（後の法華経寺）を建てた際に招かれて日蓮直々の説法を聞いて信徒になったと伝えられている。3年後に父が病死したが、教信はその供養のために『法華経』のうち「自我偈」の部分を13回忌まで毎日読経する事をやり遂げた。日蓮はこれを聞いて「真の孝行者」であると称して彼を呼び捨てにする事は非礼であるとして「法蓮上人」と呼んだという。この13回忌があった文永12年（1275年）に日蓮は『曾谷入道殿許御書』を著して教信と太田乗明に与え、教説について論じている。また、元寇に関連して教信親子にも出陣の可能性がある事を知ると、「貴辺と日蓮とは師檀の一分なり」と語り、もし教信の身に何かがあっても来世で対面する事を約束する手紙を送っている。
また、妻子も揃って日蓮に帰依しており嫡男・直秀が日蓮のもとで出家（典宗、後に道崇と名乗る）と、弟2人もこれに従って出家し、親子兄弟で自領である曾谷・大野の各地に寺院を建立した。また、娘・芝崎が千葉胤貞の妻となり、本土寺の建立に尽力している。また、姪をその従兄弟である千葉貞胤に嫁がせて氏胤の生母となるなど、千葉氏家中においても有力家臣の一人であった。当時の日蓮にとっては信仰面のみならず、政治的にも頼りになる後援者であったようである。
なお、教信の死後、曾谷氏は千葉胤貞が俗別当を務める法花寺・本妙寺（「法華経寺」）の中山門流とは訣別して本土寺の属する日朗門流に転じる。これは胤貞・貞胤による千葉氏の家督争いを経て胤貞流（後の九州千葉氏）が下総国から排除されていく過程の中で生き残りを図るために下総守護の地位を獲得した貞胤との提携を図ったためと見られている。曾谷氏は教信の玄孫にあたる本土寺6世日福を輩出するなど以後も勢力を維持し、室町時代後期の享徳の乱に乗じて千葉氏筆頭重臣となった原氏によって大野城が築かれて曾谷・大野が押領されるまでこの地域の支配者として記録に名前を残している。

## 補注
1. ↑  なお、後に教信が大野氏が支配していた八幡荘大野村4郷（迎新田・迎米・御門・殿台（現在の市川市大野町1-4丁目のそれぞれに該当する））を支配権を継承して子孫に伝えたとされている事から、大野氏との関係のある出自であった可能性は高いと見られている。